# Seosang-myeon
Seosang-myeon (koreanska: 서상면) är en socken i provinsen Södra Gyeongsang i den södra delen av Sydkorea, 220 km söder om huvudstaden Seoul. Den ligger i norra delen av kommunen Hamyang-gun. Ett hörn av Deogyusan nationalpark ligger i Seosang-myeon.